# Сортлан
Со̀тлан (на норвежки: Sortland) е град и община в Северна Норвегия. Разположен е на остров Лангьоя във фиорда Хадселфьор на Норвежко море във фюлке Норлан на около 1000 km северно от столицата Осло. Има малко пристанище. Църквата в Сотлан е построена през 1901 г. Население 9678 жители според данни от преброяването към 1 януари 2008 г.